# Centrale nucléaire de Cruas
La centrale nucléaire de Cruas-Meysse est une centrale nucléaire inaugurée en 1984-1985 sur les communes de Cruas et de Meysse en Ardèche au bord du Rhône entre Valence (40 km en amont) et Montélimar (15 km en aval). La centrale est située à 35 km au nord du site nucléaire du Tricastin.

## Caractéristiques

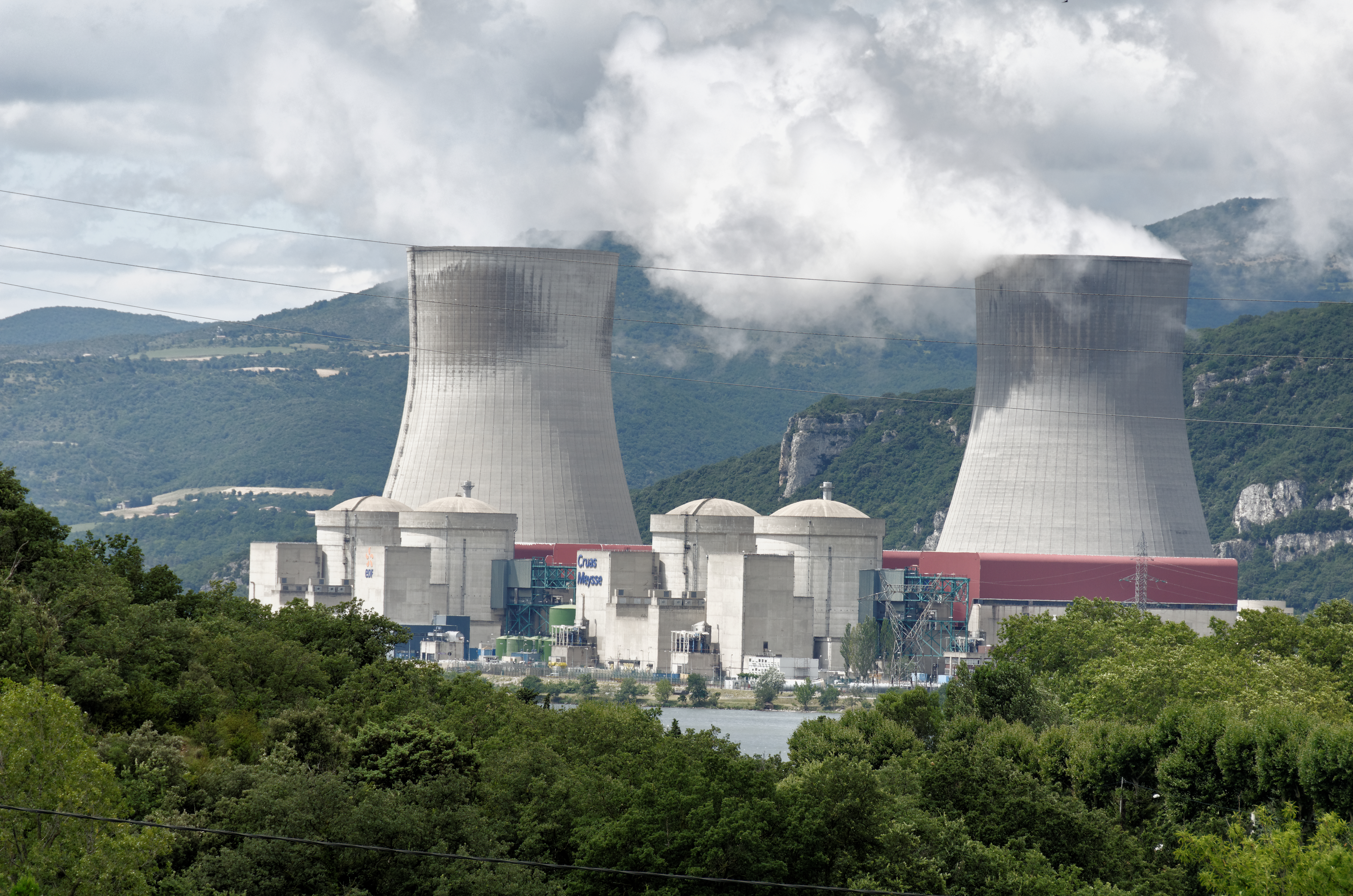
Les bâtiments réacteurs et deux tours de refroidissement.

La centrale nucléaire de Cruas-Meysse est dotée de 4 réacteurs nucléaires de 915 MWe, soit un total de 3 660 MWe. La construction a débuté en 1976 et les mises en service ont été réalisées en 1984 et 1985. Avec près de 24 milliards de kWh annuels, cette centrale représente en moyenne 4 à 5 % de la production nationale, soit près de 40 % des besoins annuels de la région Auvergne-Rhône-Alpes. EDF affirme régulièrement qu'en comparant avec la production équivalente qui serait issue du mix électrique européen, cette centrale permet d'éviter l'émission de 8 millions de tonnes de CO2 par an.
Afin de résister à des conditions de réponses sismiques spécifiques du sous-sol de Cruas, situé dans une région reconnue pour sa sismicité, le génie civil de la centrale, comme ensuite celui de la centrale de Koeberg en Afrique du sud, a été doté de caractéristiques particulières.
Chaque îlot nucléaire, qui réunit les bâtiments réacteurs et les bâtiments des auxiliaires nucléaires, est conçu pour résister à des accélérations sismiques jusqu'à 0,25g NRC (soit un quart de l'accélération de la pesanteur selon un critère d'évaluation défini par la Nuclear Regulatory Commission, l'autorité de sûreté nucléaire américaine).
Pour obtenir à Cruas ce degré de résistance, le radier en béton précontraint de l'îlot nucléaire est posé, à l'instar d'un tablier de pont, sur des appareils d'appui en élastomère fretté placés sur plusieurs centaines de plots en béton, eux-mêmes intégrés à un second radier en béton.
Environ 1 800 salariés travaillent à la centrale de Cruas-Meysse sur un site d'une superficie de 148 hectares.
Pour son refroidissement, la centrale utilise l'eau du Rhône et quatre tours de refroidissement d'une hauteur de 155 m.
En avril 2013, EDF a annoncé un projet de construction de 5 à 6 nouveaux bâtiments à partir du mois de septembre 2013, pour réceptionner et finir d'assembler 3 générateurs de vapeur qui devraient commencer à être remplacés en 2014.
Les premiers générateurs de vapeur sont remplacés à partir du mois de mars 2014 sur la tranche 4. La tranche 1 devait être la suivante mais les générateurs de vapeur ont finalement été à Gravelines. Leur remplacement sur la tranche 1 a finalement eu lieu en 2017.
En 2022, la centrale a produit 20,1 TWh, soit 7 % de la production nucléaire du pays et 35 % des besoins électriques de la région Auvergne-Rhône-Alpes.
Le 5 février 2024, le réacteur 2 de la centrale est redémarré après une recharge de combustible composé d'uranium de retraitement,.

### Caractéristiques des réacteurs
Les caractéristiques détaillées des réacteurs en service sont les suivantes :
| Nom du réacteur | Modèle | Puissance   | Puissance   | Puissance        | Exploitant | Constructeur | Début de construction | Raccordement au réseau | Mise en service commercial | 1re visite décennale | 2e visite décennale              | 3e visite décennale               | 4e visite décennale                  |
| Nom du réacteur | Modèle | Nette (MWe) | Brute (MWe) | Thermique (MWth) | Exploitant | Constructeur | Début de construction | Raccordement au réseau | Mise en service commercial | 1re visite décennale | 2e visite décennale              | 3e visite décennale               | 4e visite décennale                  |
| --------------- | ------ | ----------- | ----------- | ---------------- | ---------- | ------------ | --------------------- | ---------------------- | -------------------------- | -------------------- | -------------------------------- | --------------------------------- | ------------------------------------ |
| Cruas-1         | CP2    | 915         | 956         | 2785             | EDF        | Framatome    | 1er août 1978         | 29 avril 1983          | 2 avril 1984               | 1995                 | 26 mars 2005 au 15 juin 2005     | 23 Mars 2015 au 22 septembre 2015 | 14 Juin 2025 au 03 décembre 2025     |
| Cruas-2         | CP2    | 915         | 956         | 2785             | EDF        | Framatome    | 15 novembre 1978      | 6 septembre 1984       | 1er avril 1985             | 1997                 | 14 juillet au 23 novembre 2007   | 02 décembre 2017 au 27 avril 2018 | 06 Février 2027 au 28 Septembre 2027 |
| Cruas-3         | CP2    | 915         | 956         | 2785             | EDF        | Framatome    | 15 avril 1979         | 14 mai 1984            | 10 septembre 1984          | 1994                 | 2004                             | 2014                              | 04 août 2024 au 10 Mars 2025         |
| Cruas-4         | CP2    | 915         | 956         | 2785             | EDF        | Framatome    | 1er octobre 1979      | 27 octobre 1984        | 11 février 1985            | 1996                 | 12 août 2006 au 1er janvier 2007 | 12 mars au 24 juillet 2016        | 13 Juin 2026 au 30 Novembre 2026     |

En 2014 les trois générateurs de vapeur de Cruas-4 sont changés, puis ceux de Cruas-1 en 2017 et enfin Cruas-3 en 2024,,

## La fresque

Fresque sur l'un des quatre aéroréfrigérants.

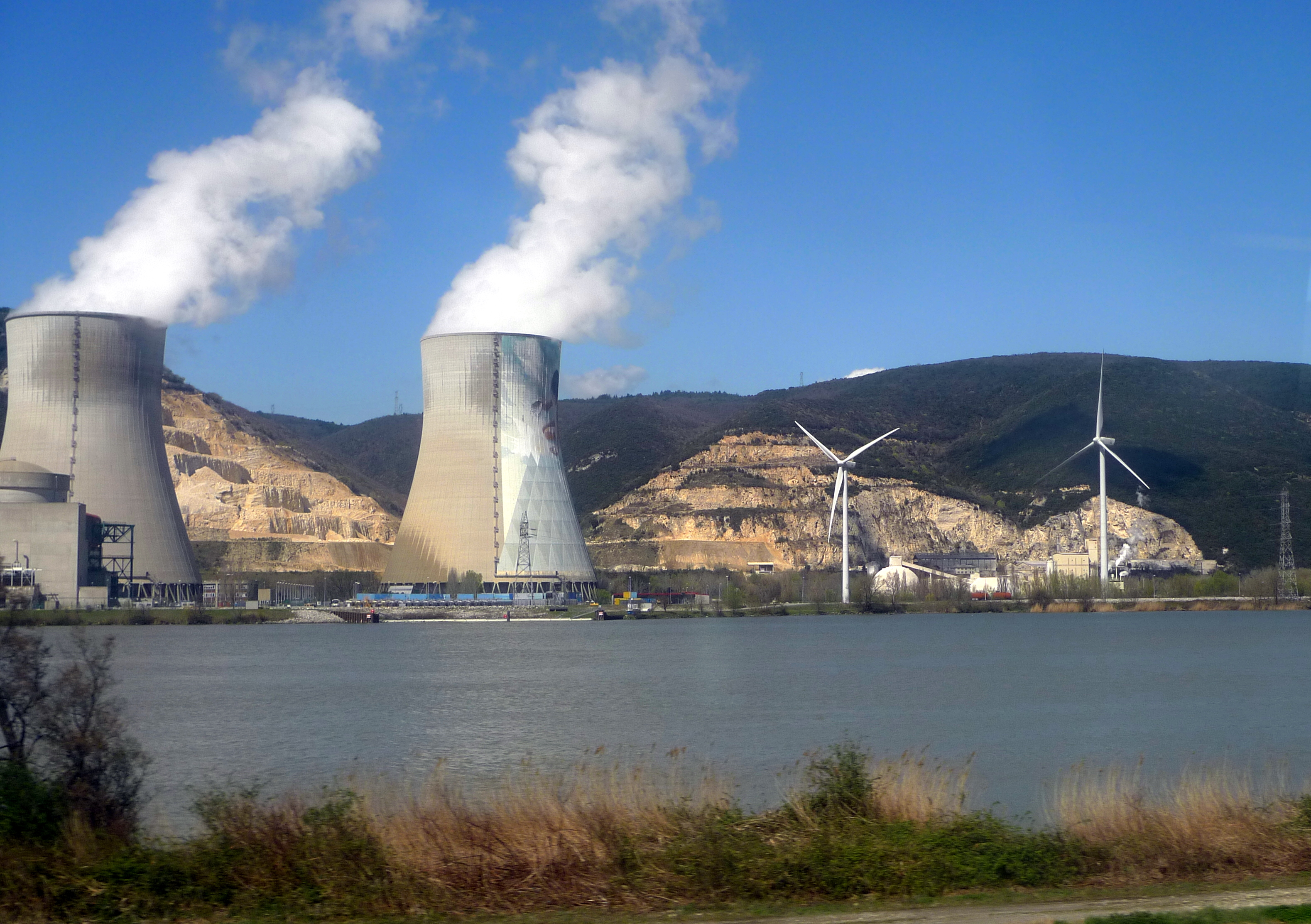

En 1991, Électricité de France, Framatome et le conseil général de l'Ardèche s'associent pour faire réaliser une fresque monumentale sur le thème de la mythologie et de l'écologie.
L'œuvre de 13 500 m2 et 155 m de haut est conçue et réalisée par Jean-Marie Pierret (ancien élève des Beaux-Arts et auteur du « Géant » sur le barrage de Tignes en Savoie) sur une des quatre tours de refroidissement, aidé par son confrère Frédéric Gracia et par huit alpinistes.
La fresque représente les archétypes fondamentaux liés à l'eau et à l'air : le verseau. Elle est inaugurée le 13 décembre 1991 et est à l'époque la plus grande fresque au monde.
Cette réalisation a nécessité à Jean-Marie Pierret l'utilisation d'une mosaïque de 600 000 carrés de 15 centimètres de côté, 4 000 litres de peinture (3 couleurs de base) et 8 000 heures de travail.
Depuis 2018, la centrale projette régulièrement un son et lumière sur la fresque du verseau. Le projet a été initié avec l'artiste Gilbert Coudène, originaire d'Ardèche.

## Incidents

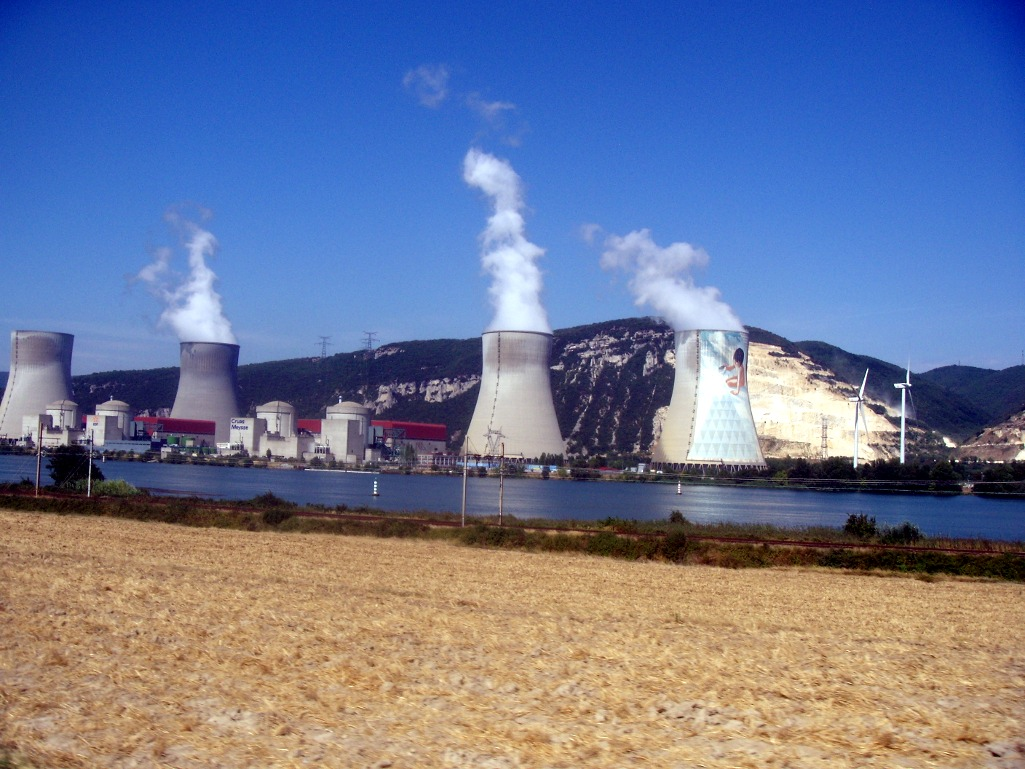

### Dégazage radioactif
Le 28 janvier 1999, deux évacuations de personnels ont été nécessaires à la suite de dégazages radioactifs. L'Autorité de sûreté nucléaire (ASN) a décidé de déclencher une inspection à la centrale de Cruas-Meysse, et a classé l'incident au niveau 1 de l'échelle INES.
Le 6 novembre 2012, 27 salariés de deux bâtiments de l'unité de production n°2 (en arrêt-maintenance) sont évacués à 8 heures 10, à la suite de la détection d'un dégagement gazeux. « Les salariés évacués ont effectué un contrôle médical "pour s’assurer de l’absence de contamination". L’accès aux bâtiments a été de nouveau autorisé à 9 heures 30, à l’exception du local où le dégagement de vapeur s’est produit. ».

### Tritium dans les nappes
Au début de l’année 2004, des analyses de routine ont détecté la présence de tritium dans les nappes phréatiques situées sous le site.

### Rapports de l'ASN
Selon un rapport datant d'avril 2007, l’Autorité de sûreté nucléaire (ASN) a constaté un relâchement dans la rigueur d’exploitation du site.
Le 13 novembre 2008, l'ASN a mis EDF en demeure de procéder à la mise en conformité de la centrale sous trois mois.

### Prise d'eau obturée

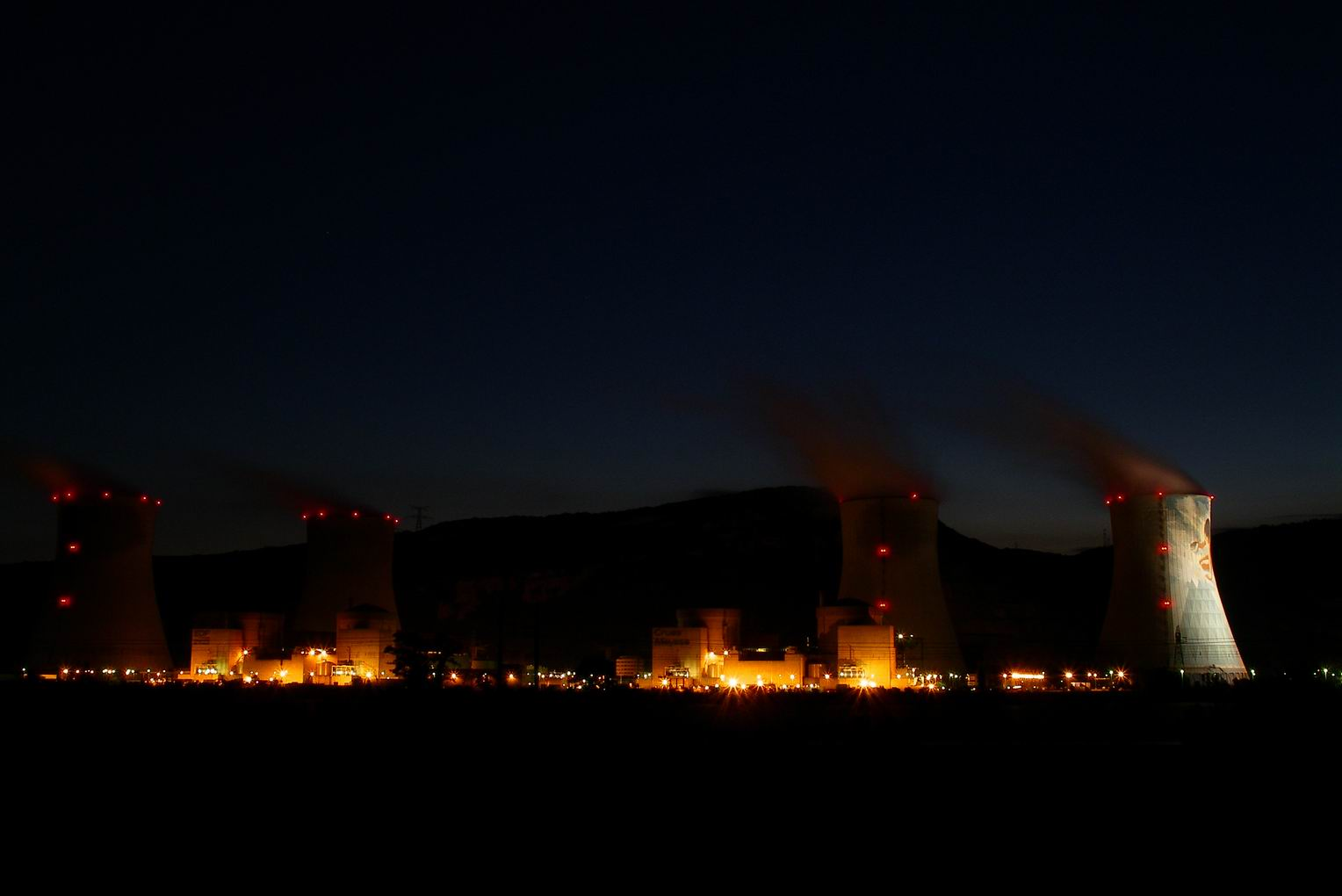
Les quatre tours de refroidissement de la centrale nucléaire de Cruas-Meysse

Le 2 décembre 2009, EDF a lancé un plan d'urgence interne après un incident sur le système de refroidissement d'un des quatre réacteurs de la centrale de Cruas.
Le plan avait été déclenché en raison de la « perte totale de la source froide » causée par l'obturation de la prise d'eau alimentant le système de refroidissement du réacteur, à la suite de l’arrivée d’une importante masse d’algues charriée par le Rhône à cause de fortes pluies.

### Grève de la faim
Le 14 février 2008, neuf salariés d'une entreprise sous-traitante ont entamé une grève de la faim pour sauvegarder leur emploi à la centrale. L’accès à la centrale a été bloqué et de nombreux salariés du site ont débrayé.

### Séismes

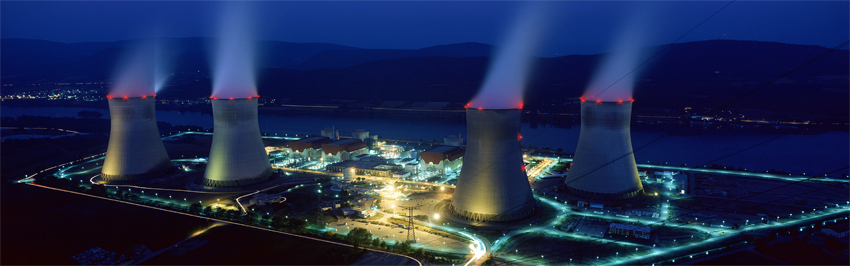
La centrale de nuit

Dans la nuit du 2 au 3 août 2011, un séisme composé de quatre secousses, dont deux de magnitude 4,5 sur l’échelle de Richter, s'est produit à 30 km au sud-ouest de la centrale.
Le 11 novembre 2019 peu avant midi un séisme d'une magnitude de 5,4 sur l’échelle de Richter s'est produit à une quinzaine de km au sud de la centrale nucléaire de Cruas-Meysse (zone Le Teil/Montélimar). Un capteur anti-sismique s'est déclenché. Les trois réacteurs nucléaires en fonctionnement ont été arrêtés pour un audit approfondi. L’Agence de sûreté nucléaire (ASN) a souligné que le séisme n’avait provoqué « aucun dommage apparent » aux sites d’EDF, mais que l’électricien devait encore calculer l’impact exact du tremblement de terre. L’agence « examinera les conditions dans lesquelles ces réacteurs pourront redémarrer ». L'ASN et l'IRSN considèrent que la magnitude « locale » ne constitue pas un bon indicateur du risque sismique : c'est l'accélération qui risque d'endommager les installations. Les vibrations qui ont imposé l'arrêt des réacteurs de la centrale de Cruas-Meysse étaient plus de cinq fois inférieures au seuil de sûreté, selon EDF et l'ASN.Le 6 décembre 2019, l’ASN a donné son accord à la remise en service des réacteurs 2 et 4 de la centrale nucléaire de Cruas à la suite du séisme du 11 novembre 2019, après examen des résultats des contrôles des installations. Elle a donné son accord à la remise en service du réacteur 3 le 11 décembre 2019.
En complément l'ASN a demandé à l'exploitant EDF un retour d'expérience concernant le séisme de 2011 et les éventuelles mesures de confortement, avant de se prononcer sur la poursuite de l'exploitation des quatre réacteurs après soixante ans. Les résultats sont attendus pour fin 2023.

### Intrusions de militants antinucléaires
Le 5 décembre 2011, deux militants de l'organisation Greenpeace se sont introduits sur le site dès 6 h. Pendant la journée, ils sont apparus dans des vidéos postées par Greenpeace. Après une journée de fouille « approfondie », le groupe EDF a  déclaré avoir remis aux autorités les deux militants.
Le 28 novembre 2017, 22 militants de l'organisation Greenpeace se sont introduits sur le site vers 6 h. L'ASN et EDF ont assuré que ceci n'avait eu aucun impact sur la sûreté des installations, les individus étant restés hors de la zone nucléaire. Ces derniers, ainsi que l'association, ont été condamnés par la justice.

### Contamination externe d’un intervenant
Le 24 août 2021, un intervenant a été contaminé lors d’une intervention dans le bâtiment réacteur N°2. « En raison du dépassement d’une limite réglementaire d’exposition d’un travailleur, cet événement a été classé au niveau 2 de l’échelle internationale de gravité des événements nucléaires et radiologiques (INES) » par l’ASN,.

## Arrêt de réacteurs
En janvier 2020, l'électricien EDF propose au gouvernement français d’étudier la mise à l’arrêt de 14 réacteurs entre 2028 et 2035 parmi le parc de réacteurs de 900 MW. Deux réacteurs de la centrale de Cruas-Meysse sont potentiellement concernés car ils figurent sur la liste comme ceux de six autres centrales françaises .
En février 2022, Emmanuel Macron indique une modification importante de la loi sur la transition énergétique, puisque plus aucun réacteur en état de produire ne sera fermé à l'avenir, sauf pour des raisons de sûreté.